# Droit en Angleterre-et-Galles
Pour un article plus général, voir Droit britannique.

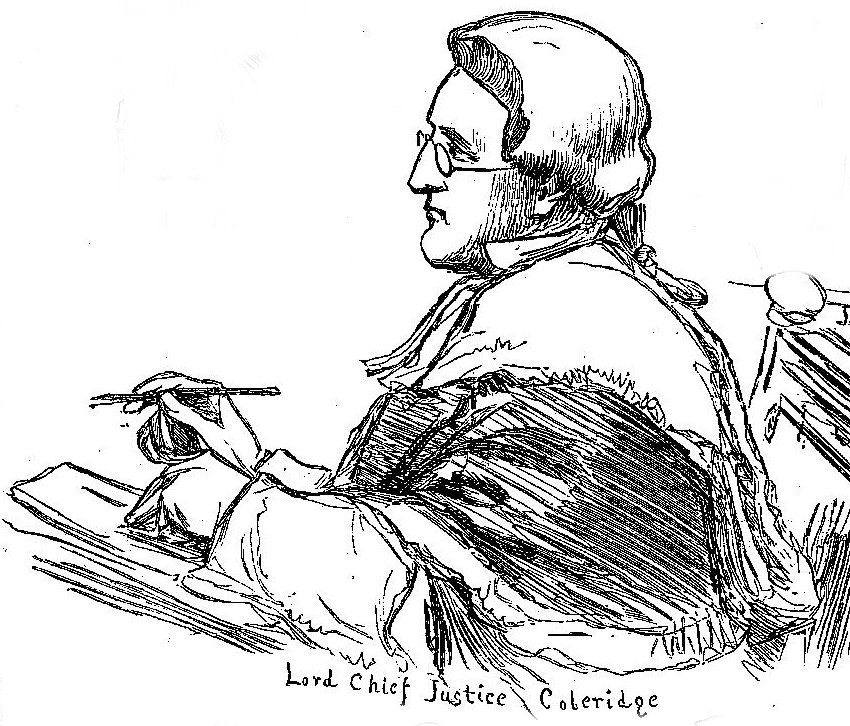
Le juge en chef Lord Coleridge en 1881.

Le droit anglais est le système juridique qui prévaut en Angleterre et au pays de Galles, deux des quatre nations constitutives du Royaume-Uni formant une même juridiction au sein du droit britannique, connue comme Angleterre-et-Galles (en anglais : England and Wales) ou Galles-et-Angleterre (en gallois : Cymru a Lloegr). Le droit gallois est une partie constitutive du droit anglais. L’Écosse et l’Irlande du Nord possèdent quant à elles des systèmes juridiques distincts.
Il est à l'origine de la common law en vigueur dans de nombreux pays et se distingue du droit civil ou des systèmes mixtes existants dans d'autres pays, comme en Écosse.

## Histoire
La common law a été introduite dans les différentes nations du Commonwealth à l'époque coloniale et forme la base de la jurisprudence de la majorité de ces pays. Le droit anglais introduit avant la Révolution américaine fait toujours partie du droit américain, sauf dans l'État de Louisiane, et il est encore à la base de nombreuses traditions et procédures juridiques américaines, bien qu'il ne soit pas applicable en cas de conflit de juridiction. 

### Angleterre et pays de Galles
Le droit du Royaume-Uni connaît trois systèmes juridiques distincts :
- le droit anglais applicable en Angleterre et au pays de Galles ;
- le droit écossais applicable en Écosse ;
- le droit nord-irlandais applicable en Irlande du Nord.

Le système juridique gallois, autrefois distinct, fut aboli après l'adoption de l'Acte d'Union de 1536. Le droit gallois est une partie constitutive du droit anglais, ne concernant que la législation primaire et secondaire produite (quasi-lois, anciennement « mesures de l'Assemblée nationale », à l’échelle du pays de Galles) par le Parlement gallois, selon la dévolution du pouvoir accordée au gouvernement du pays de Galles par le Government of Wales Act 2006.
Même si certains auteurs utilisent le terme « État » pour désigner l'Angleterre et le pays de Galles, ces entités ne sont pas des États au sens du droit international public. Ceci est important pour un certain nombre de raisons, l'une des plus importantes étant la distinction entre la nationalité et le domicile. Ainsi, un individu pourrait avoir la nationalité britannique et le domicile dans l'une des nations constitutives du Royaume-Uni et c'est la loi du domicile qui définit tous les aspects du statut et de la capacité de la personne.

Dicey et Morris firent la liste des îles Britanniques qui sont des « États » distincts : 

« L'Angleterre, l'Écosse, l'Irlande du Nord, l'Île de Man, Jersey, Guernesey, Aurigny et Sercq [...] sont des pays indépendants dans le sens du  conflit de lois, bien qu'aucun d'entre eux ne soit un État reconnu en droit international public »

Mais ceci peut être modifié par la loi. Le Royaume-Uni est un État aux fins de la loi sur la lettre de change de 1882 (The Bills of Exchange Act 1882). De même, la Grande-Bretagne est un État unique aux fins de la loi sur les sociétés de 1985 (The Companies Act 1985).
Traditionnellement, les auteurs parlent d'Angleterre pour désigner l'unité juridique ou « l'État » d'Angleterre et du pays de Galles, mais cette utilisation est devenue de plus en plus politiquement et culturellement inacceptable ces dernières décennies.

## Explication
La common law est un système dont les règles sont essentiellement constituées par les juges siégeant dans les tribunaux. Ils évaluent les faits qui leur sont présentés à la lumière de leur raison et de leur connaissance des précédents juridiques. Tous les tribunaux doivent s'incliner devant une décision prise par les tribunaux supérieurs (comme la Cour d'appel d'Angleterre et du pays de Galles et la Chambre des lords) et l'appliquer à leur tour. Par exemple il n'est écrit nulle part que l'assassinat soit illégal en droit anglais. Le crime de sang relève de la common law : ainsi, bien qu'aucune loi votée par le Parlement n'interdise l'assassinat, il n'en est pas moins illégal en vertu de l'autorité constitutionnelle dont sont investis les tribunaux et les comptes rendus de leurs verdicts. La common law peut cependant être réformée ou suspendue par le Parlement. L'assassinat, par exemple, jadis passible de la peine capitale en common law, est désormais passible d'une peine de prison à perpétuité depuis l'abolition de la peine de mort par le parlement britannique en 1965.  
La plus ancienne loi actuellement en vigueur est le Distress Act de 1267, qui fait partie des Statuts de Malborough promulgués par Henri III d'Angleterre. Il reste également trois sections de la Magna Carta, signée en 1215, qui est un des monuments de l'histoire du droit anglais, mais ils datent de la nouvelle promulgation de la loi en 1297.

### Influence de l'Europe
L'Angleterre et le pays de Galles sont deux nations constitutives du Royaume-Uni, État qui était membre de l'Union européenne jusque fin janvier 2019 et dont la loi lui était applicable. L'Union européenne est formée en majorité de pays dont le système juridique est fondé sur le droit civil, qui a fait son entrée en Angleterre par ce biais. La Cour de justice de l'Union européenne est essentiellement un tribunal de droit civil, qui peut éclairer les tribunaux anglais et gallois sur la façon d'interpréter les lois européennes.

## Système judiciaire

Schéma des tribunaux de l'Angleterre et du pays du Galles.

La Cour d'appel d'Angleterre et du pays de Galles est le plus haut tribunal de l'Angleterre et du pays de Galles. Ces décisions peuvent toutefois être portées en appel à la Cour suprême du Royaume-Uni.